# گکوی دم‌قلمبه
گکوی دم‌قلمبه (نام علمی: Nephrurus) نام یک سرده از تیره انگشت‌شاخگان است.